# Milton Berle

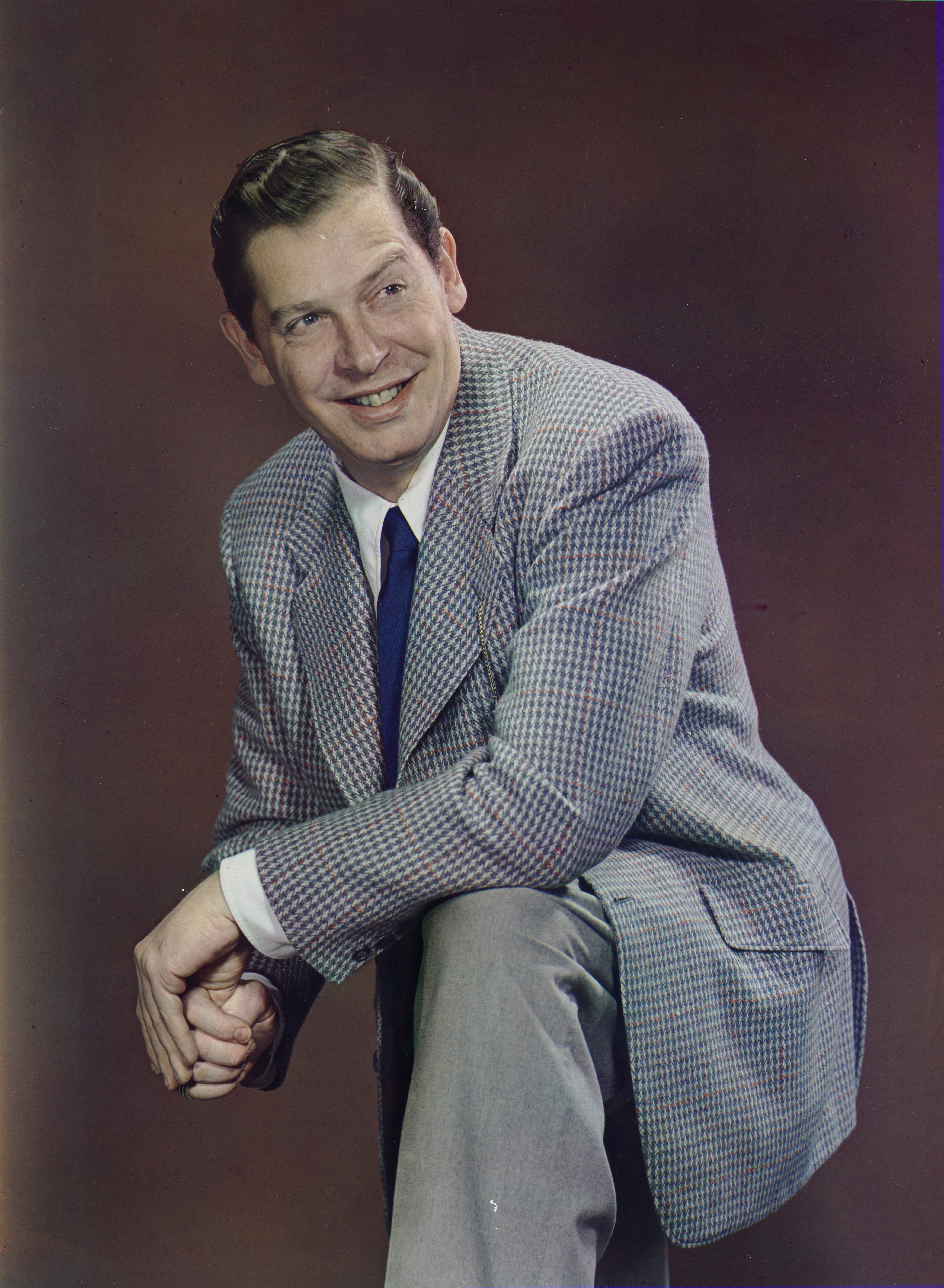
Milton Berle (1953)

Milton Berle (eigentlich Mendel Berlinger; * 12. Juli 1908 in New York City, New York; † 27. März 2002 in Los Angeles, Kalifornien) war ein US-amerikanischer Schauspieler, Entertainer und Komiker. Seine Karriere reichte von der Stummfilmzeit bis in das Jahr 2000. Berle galt in den 1950er Jahren als erster Star des amerikanischen Fernsehens.

## Leben
Milton Berle stand schon im Alter von fünf Jahren auf der Bühne. Erste Filmerfahrungen machte er 1914 im Alter von sechs Jahren in dem Stummfilm The Perils of Pauline. Sein Spitzname in dieser Zeit war „The Boy Wonder“. Er spielte unter anderem kleine Rollen in zwei Filmen mit Mary Pickford. In der Folgezeit machte er Karriere in Nachtclubs und Theatern, unter anderem auch am Broadway in New York. Außerdem trat er als Nebendarsteller in einigen Filmen auf, etwa als nervöser Bandmanager von Glenn Miller in Adoptiertes Glück (1941). In den 1940er-Jahren erhielt Berle seine eigene Radioshow, die seine Popularität erheblich steigerte. Berles Komik zeichnete sich vor allem durch Sketche und Gags aus, mit denen Berle zuvor bereits teilweise in Vaudeville-Shows aufgetreten war. 

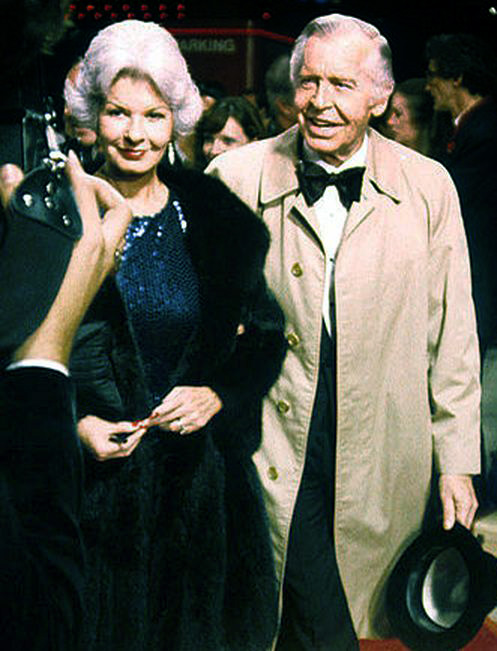
Milton Berle und seine Frau bei der Premiere von Bette Midlers The Rose (1979, Foto: Alan Light)

Den Höhepunkt seiner Popularität erreichte Berle ab Ende der 1940er-Jahre, als er sich dem neuen Medium Fernsehen zuwandte, das gerade ein breites Publikum zu erreichen begann. Oft wird Berle auch als erster großer Fernsehstar in der amerikanischen Unterhaltungsgeschichte gesehen. Von 1948 bis 1956 war Berle als Moderator der NBC-Sendung Texaco Star Theater (umbenannt in Buick-Berle Show nach einem Wechsel des Sponsors im Jahr 1953, ab 1955 nur noch Milton Berle Show) zu sehen. Dort lauteten seine Spitznamen etwa „Mr. Television“, „The Thief of Bad Gags“ oder „Uncle Miltie“. In den ersten Jahren schrieb Berle auch das Drehbuch, führte Regie und war Produzent der Show. Ab 1952 übernahm Greg Garrison die Regie. Für seine Show gewann Berle 1950 einen Emmy, 1984 wurde er als eine der ersten Personen in die Television Academy Hall of Fame aufgenommen. Musikgeschichte schrieb „Uncle Miltie“ am 3. April 1956, als Elvis Presley in der Milton Berle Show einen seiner ersten Fernsehauftritte hatte. Zu diesem Zeitpunkt, Mitte der 1950er-Jahre, hatte er den Zenit seiner Popularität bereits überschritten und die Moderationsangebote ließen nach.
Ab den 1960er-Jahren wandte sich Berle wieder zunehmend Schauspielrollen in Film und Fernsehen zu. Seine in Deutschland bekannteste Rolle ist wohl die des J. Russell Finch in Eine total, total verrückte Welt. Einen weiteren Auftritt hatte Berle in dem Jerry-Lewis-Film Hallo Page!, in dem er und Jerry Lewis ein doppeltes Déjà-vu-Erlebnis als sie selbst und als Pagen haben. In späteren Jahren hatte Berle zahlreiche Shows in Las Vegas und übernahm auch viele Auftritte zu karitativen Zwecken. Im Jahr 1984 trat er im Musikvideo der Band Ratt zu deren Single Round And Round auf. Er blieb bis ins hohe Alter schauspielerisch tätig und trat zuletzt im Jahr 2000, mit über 90 Jahren, in der Fernsehserie Kenan & Kel auf.
Milton Berle starb 2002 im Alter von 93 Jahren an Darmkrebs. Er war dreimal verheiratet und hatte drei Kinder. Sein Neffe Warren Berlinger (1937–2020) war ein vielbeschäftigter Schauspieler, ebenso sein Schwiegersohn Richard Moll.

## Filmografie (Auswahl)
- 1914: Bunny’s Little Brother (Kurzfilm)
- 1917: Rebecca of Sunnybrook Farm
- 1920: Das Zeichen des Zorro (The Mark of Zorro)
- 1921: Der kleine Lord (Little Lord Fauntleroy)
- 1937: New Faces of 1937
- 1941: Tall, Dark and Handsome
- 1941: Adoptiertes Glück (Sun Valley Serenade)
- 1942: Whispering Ghosts
- 1949: Tritt ab, wenn sie lachen (Always Leave Them Laughing)
- 1960: Hallo Page! (The Bellboy)
- 1960: Machen wir’s in Liebe (Let’s Make Love)
- 1963: Eine total, total verrückte Welt (It’s a mad mad mad mad World)
- 1964: Preston & Preston (The Defenders, Fernsehserie, eine Folge)
- 1965: Tod in Hollywood (The Loved One)
- 1965: … denn keiner ist ohne Schuld (The Oscar)
- 1966–1968: Batman (Fernsehserie, fünf Folgen)
- 1971: Mannix (Fernsehserie, eine Folge)
- 1972: Ein Sheriff in New York (McCloud, Fernsehserie, eine Folge)
- 1975: Der Gangsterboss von New York (Lepke)
- 1977: Die Muppet Show (Fernsehserie, eine Folge)
- 1979: Muppet Movie (The Muppet Movie)
- 1980: CHiPs (Fernsehserie, zweiteilige Folge)
- 1983: Immer auf die Kleinen (Cracking Up)
- 1983: Fantasy Island (Fernsehserie, eine Folge)
- 1984: Broadway Danny Rose (als er selbst)
- 1985: Mord ist ihr Hobby (Fernsehserie, eine Folge)
- 1988: Drei Rentner bügeln alles nieder (Side by Side)
- 1989: Adam Sandler’s Love Boat (Going Overboard)
- 1991: Trabbi goes to Hollywood (Driving Me Crazy)
- 1991: Der Prinz von Bel-Air (Fernsehserie, eine Folge)
- 1993: Matlock (Fernsehserie, eine Folge)
- 1995: Beverly Hills, 90210 (Fernsehserie, Folge 5x16 Neue Freundschaft)
- 1995: Die Nanny (Fernsehserie, eine Folge)
- 1996: Ein Mountie in Chicago (Fernsehserie, eine Folge)
- 2000: Kenan & Kel – Two Heads Are Better than None (Fernsehfilm)